# 이상기 (펜싱 선수)
이상기(李相箕, 1966년 6월 5일 ~ )는 대한민국의 은퇴한 펜싱 선수이며 주 종목은 에페이다. 익산시청 펜싱팀과 대한민국 남자 에페 국가대표팀의 감독을 맡았으며 현재(2023년) 한국체육대학교 체육과 펜싱부 지도교수로 재직 중이다. 
그는 네 차례 올림픽에 출전하였으며 (1988, 1992, 1996, 2000) 1994년 아테네 세계 선수권 동메달리스트이다. 시드니에서 열린 2000년 하계 올림픽에서 그는 동메달을 따며 대한민국 최초의 펜싱 메달리스트가 되었다. 그의 동메달 결정전 상대는 2004년 하계 올림픽 금메달리스트가 되었던 스위스의 마르셀 피셔였다.